# Jan Lievens

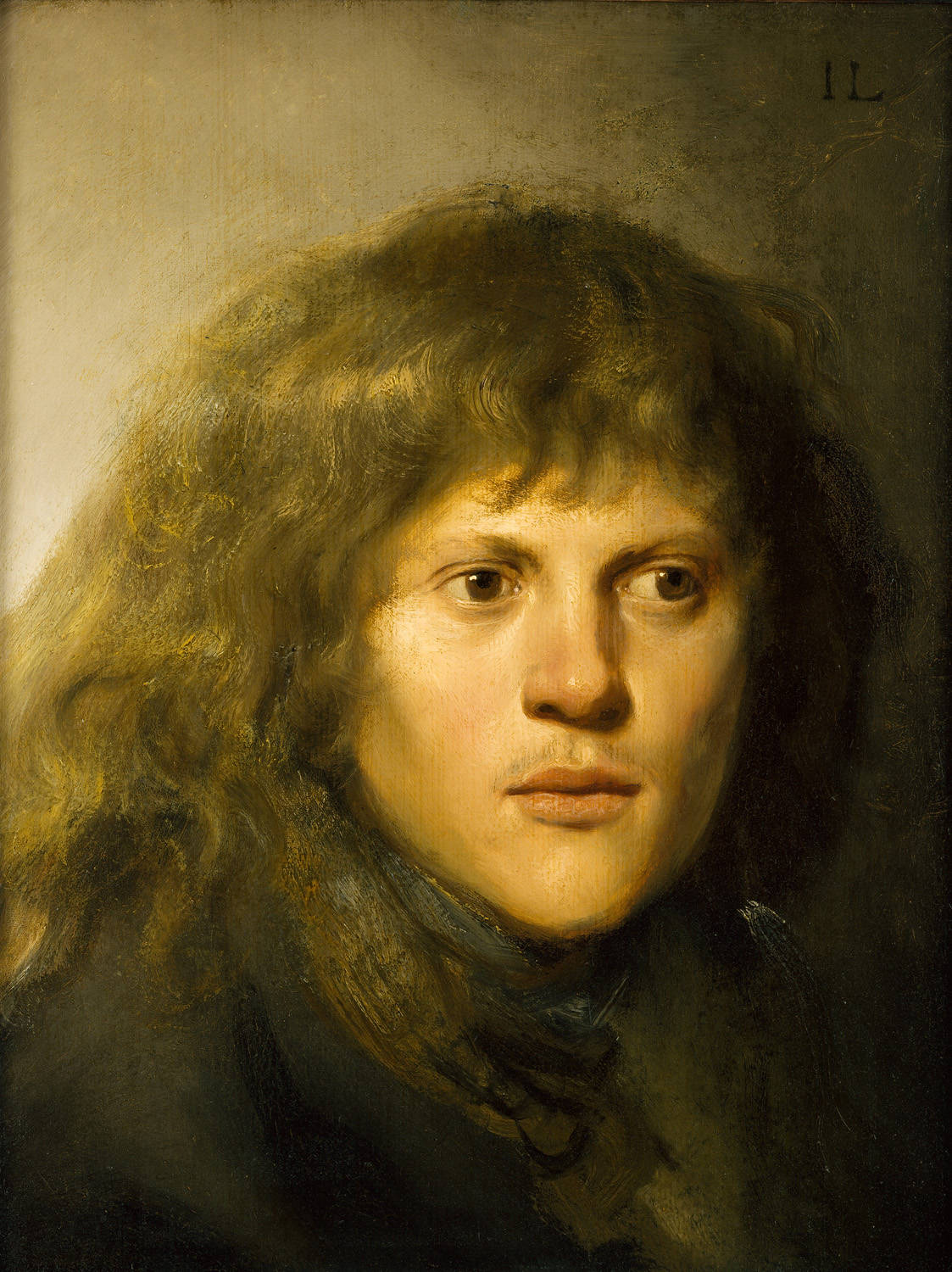
Jan Lievens, Selbstporträt (um 1630)

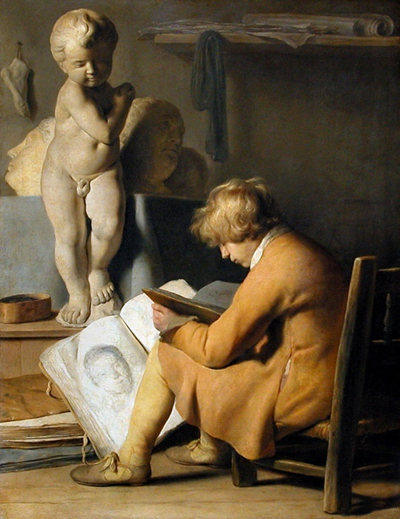
Ohne Titel, zwischen 1630 und 1635, Musée du Louvre

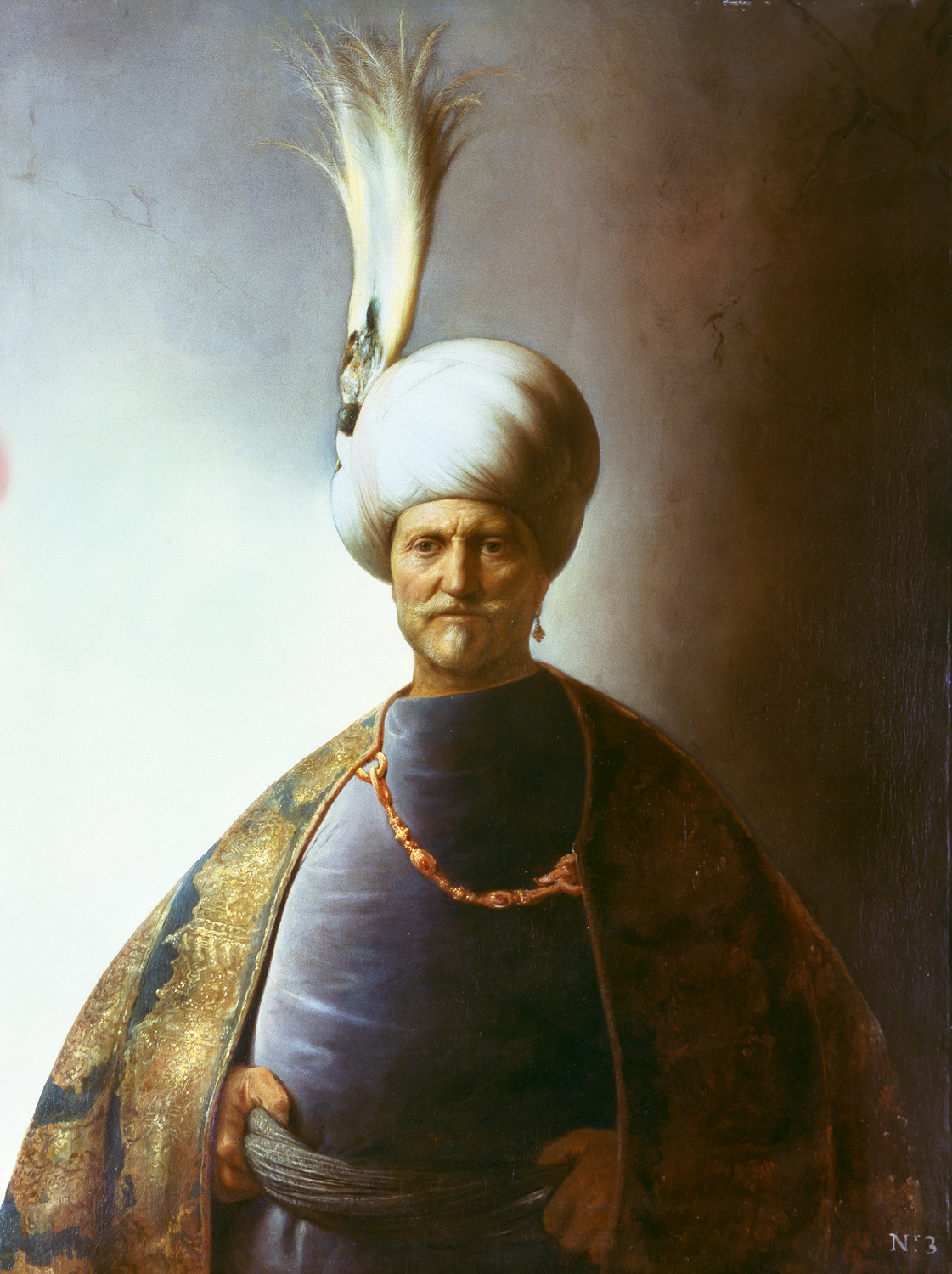
Tronie „Alter Mann mit Turban – Sultan Soliman“. Derselbe Mann wurde auch von Rembrandt, Gerard Dou und Jacques de Rousseau gemalt.

Jan Lievens, auch Lievens de Oude, Livius Johanis le Vieux oder Johannis Livens, andere Schreibweisen von Lievens Lieversz(oon), Lyrins, oder Leyrens (* 24. Oktober 1607 in Leiden; † 4. Juni 1674 in Amsterdam), war ein niederländischer Maler und Zeichner.

## Leben und Werk
Lievens wurde geboren als Sohn eines Posamentierers. Er lernte 1616–1618 bei Joris van Schooten und 1618–1620 in Amsterdam bei dem Historienmaler Pieter Lastman, der auch Rembrandts Lehrer war. Als er 14 war, kam er zurück nach Leiden. Ab 1625 hatte er zusammen mit dem nur wenig älteren 18-jährigen Rembrandt eine Werkstatt. Constantijn Huygens wurde auf die beiden Maler aufmerksam und lud sie ein, ein Porträt von ihm zu malen. Lievens bildete sich unter dem Einfluss seines Kompagnons weiter, wie umgekehrt Rembrandt manches von ihm ahmte. Von 1632 bis 1635 arbeitete Lievens in England, wo er König Karl I., die Königin und verschiedene Vornehme malte. Rembrandt war inzwischen nach Amsterdam umgesiedelt. 
1635 ließ Lievens sich in Antwerpen nieder, wo er im gleichen Jahr der Lukasgilde beitrat, heiratete und einen Sohn taufen ließ. Im Jahre 1644 zog er wieder nach Amsterdam um. Nach dem Tod seiner ersten Frau heiratete er 1648 eine Schwester Jan de Brays. Lievens arbeitete sowohl in Den Haag im Huis ten Bosch wie auch bei Berlin im Schloss Oranienburg. 1655 kehrte er zurück und lebte bis zu seinem Tod in Amsterdam. 1672, im Rampjaar, wurden Schulen und Geschäfte geschlossen und auch der Kunstmarkt brach zusammen. Als er starb, hatte Lievens so viel Schulden, dass seine Kinder die Erbschaft verweigerten.
Lievens Stil entwickelte sich zunächst unter Einfluss Rembrandts, später berührten ihn auuch Weisen von Van Dyck und von Rubens. Er veränderte seinen Stil mehrmals. 
An Historienbildern sind ihm mit einiger Sicherheit lediglich die Enthaltsamkeit des Scipio im Stadthaus zu Leiden und die Heimsuchung Mariä im Louvre zuzuschreiben. Porträts von seiner Hand besitzen das Rijksmuseum in Amsterdam, die Alte Pinakothek in München, das Wiener Belvedere und das Berliner Museum. Seine Radierungen (etwa 60) stehen an malerischer Kraft denen Rembrandts etwas nach, nicht aber in der Durchbildung des Helldunkels.
Das Werk Alter Mann von Jan Lievens gilt als verschollen, seitdem es 1979 aus der Ausstellung im Schloss Friedenstein beim Kunstdiebstahl von Gotha gestohlen wurde. Am 6. Dezember 2019 wurde vermeldet, dass das Gemälde möglicherweise wieder aufgetaucht sei und sich seit September 2019 in der Obhut der Staatlichen Museen zu Berlin befinde, wo es durch das Rathgen-Forschungslabor einer Echtheitsprüfung unterzogen werde.

## Sammlungen (Auswahl)
- Alte Pinakothek, München
- Berliner Museum
- Neue Residenz (Bamberg)
- Amsterdam Museum
- Scottish National Gallery
- Rijksmuseum Amsterdam, Amsterdam[3]
- Wiener Belvedere, Wien
- Herzog Anton Ulrich-Museum, Braunschweig

## Galerie (Auswahl)

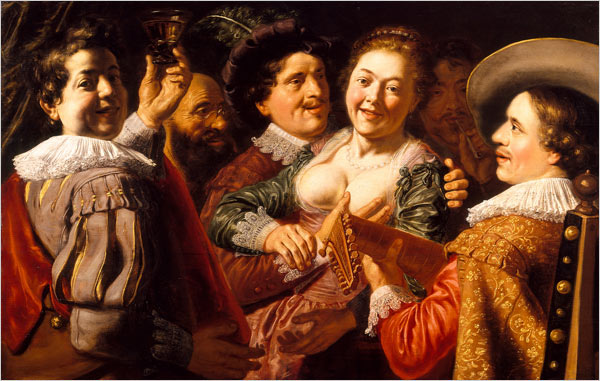
Allegorie der fünf Sinne von 1622, malte Lievens mit 15 Jahren
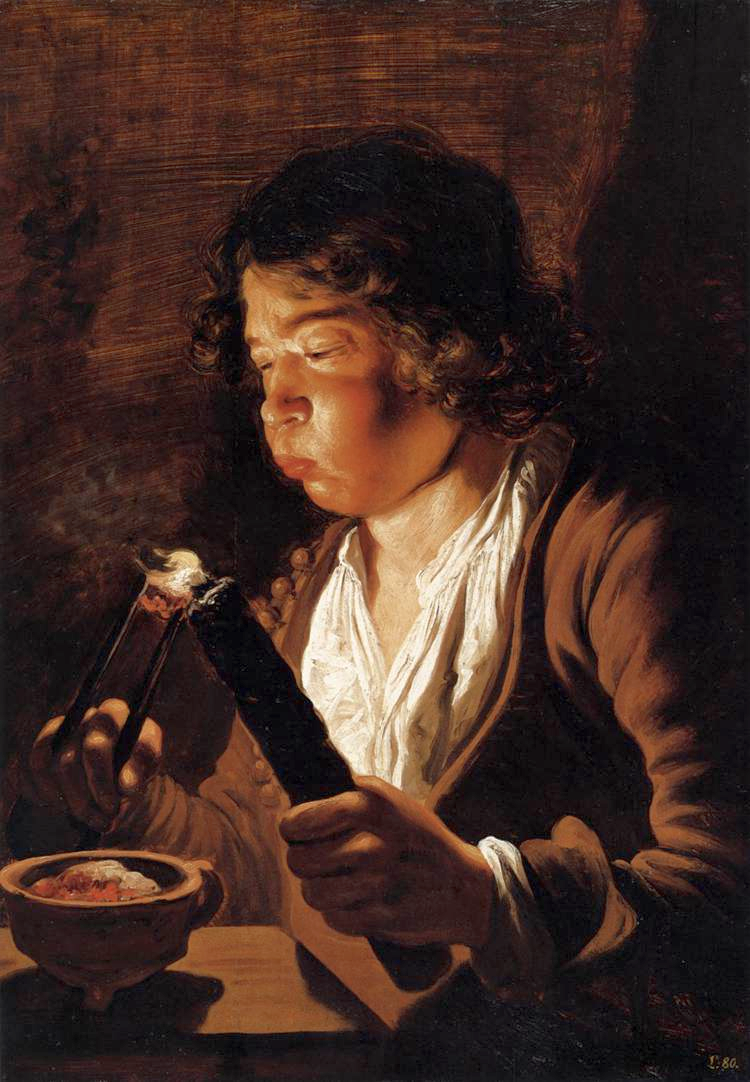
Das Feuer und das Kindesalter: Junge mit Feuerzange und Fackel, um 1623–1625, Eichenholz, Staatliche Museen, Kassel
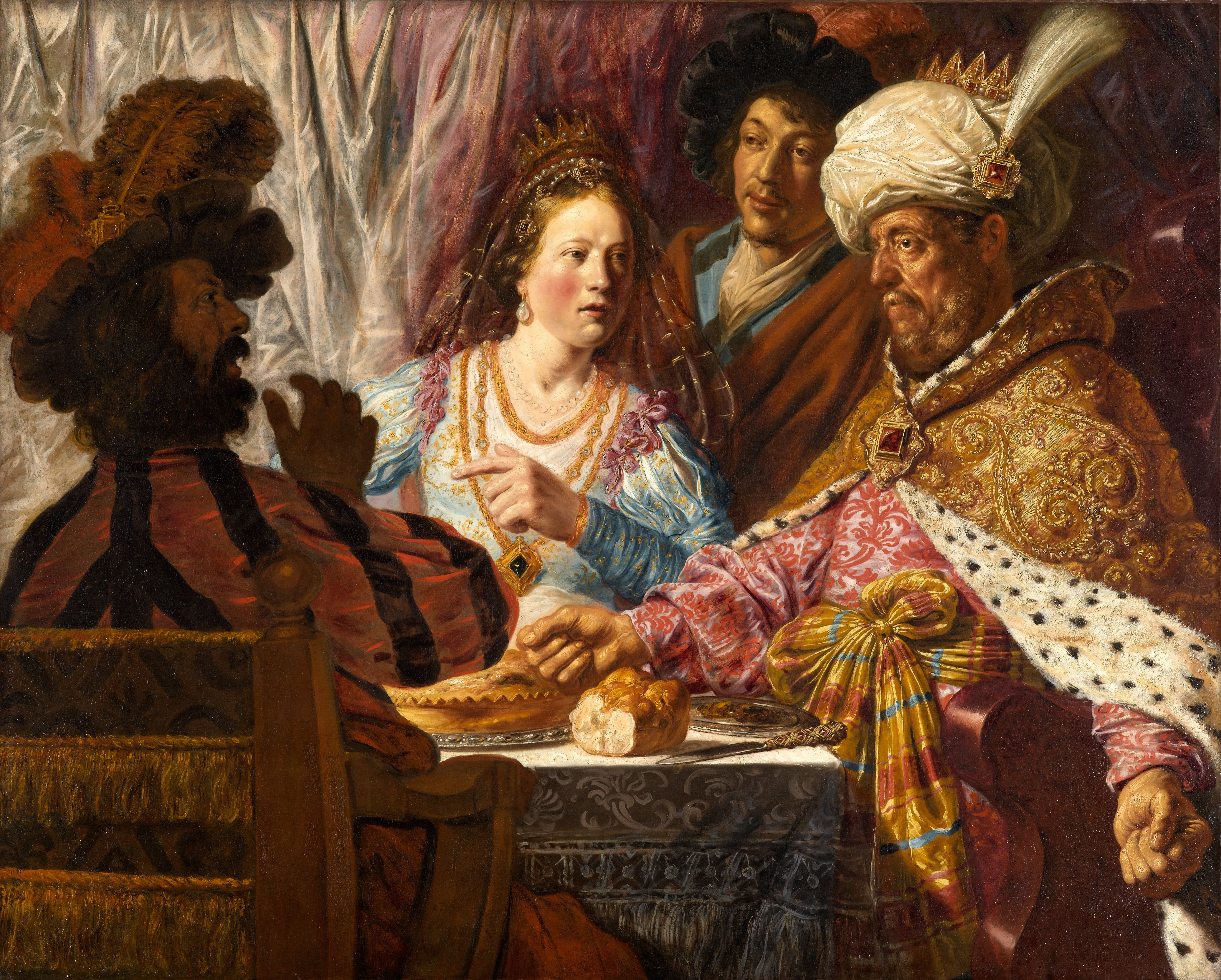
Das Festmahl der Ester, von 1625, North Carolina Museum of Art, Raleigh
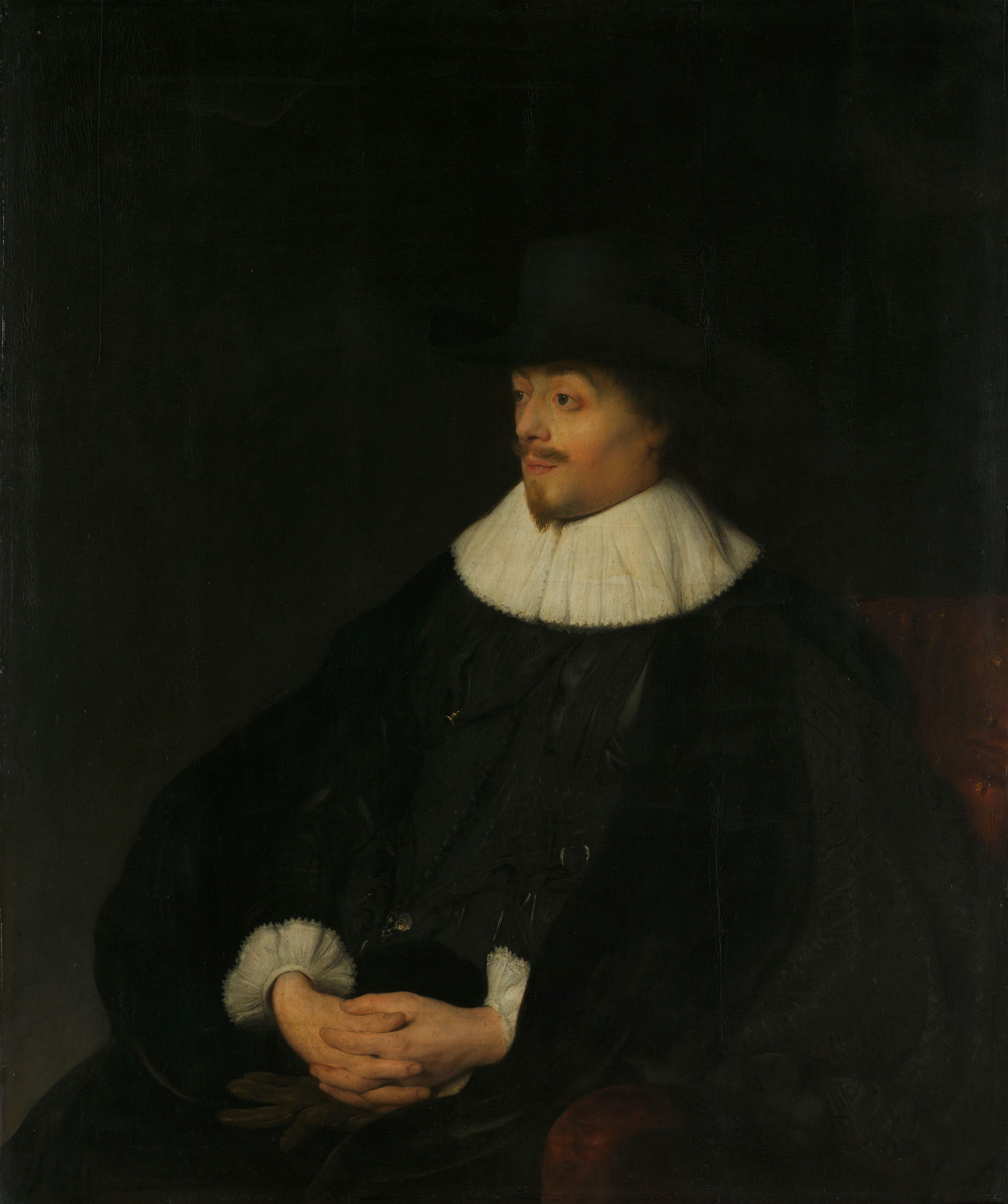
Constantijn Huygens um 1626–27, humanistischer Aristokrat und Sekretär von Statthalter Prinz Frederik Hendrik, Rijksmuseum Amsterdam
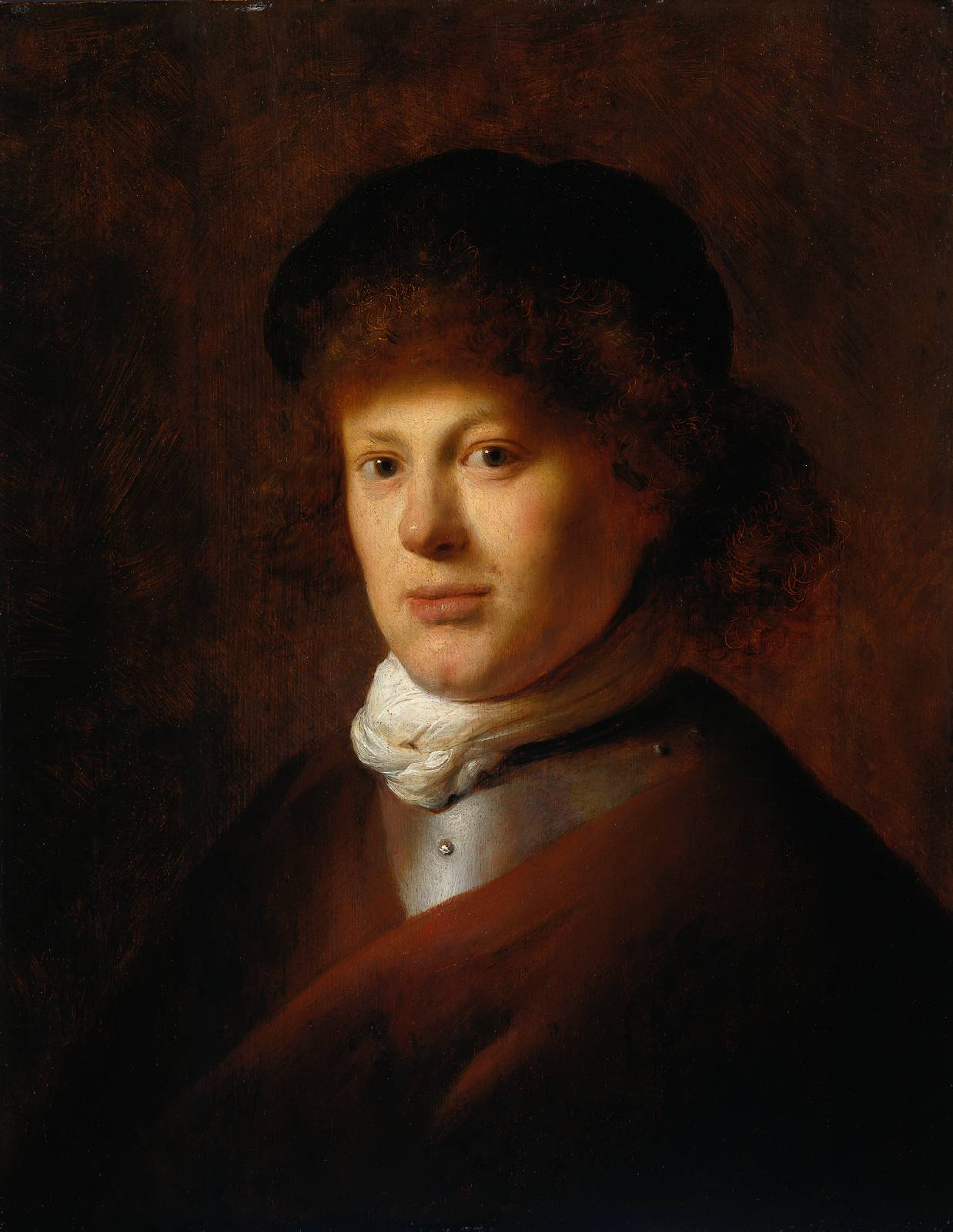
Porträt von Rembrandt van Rijn um 1630, Rijksmuseum Amsterdam
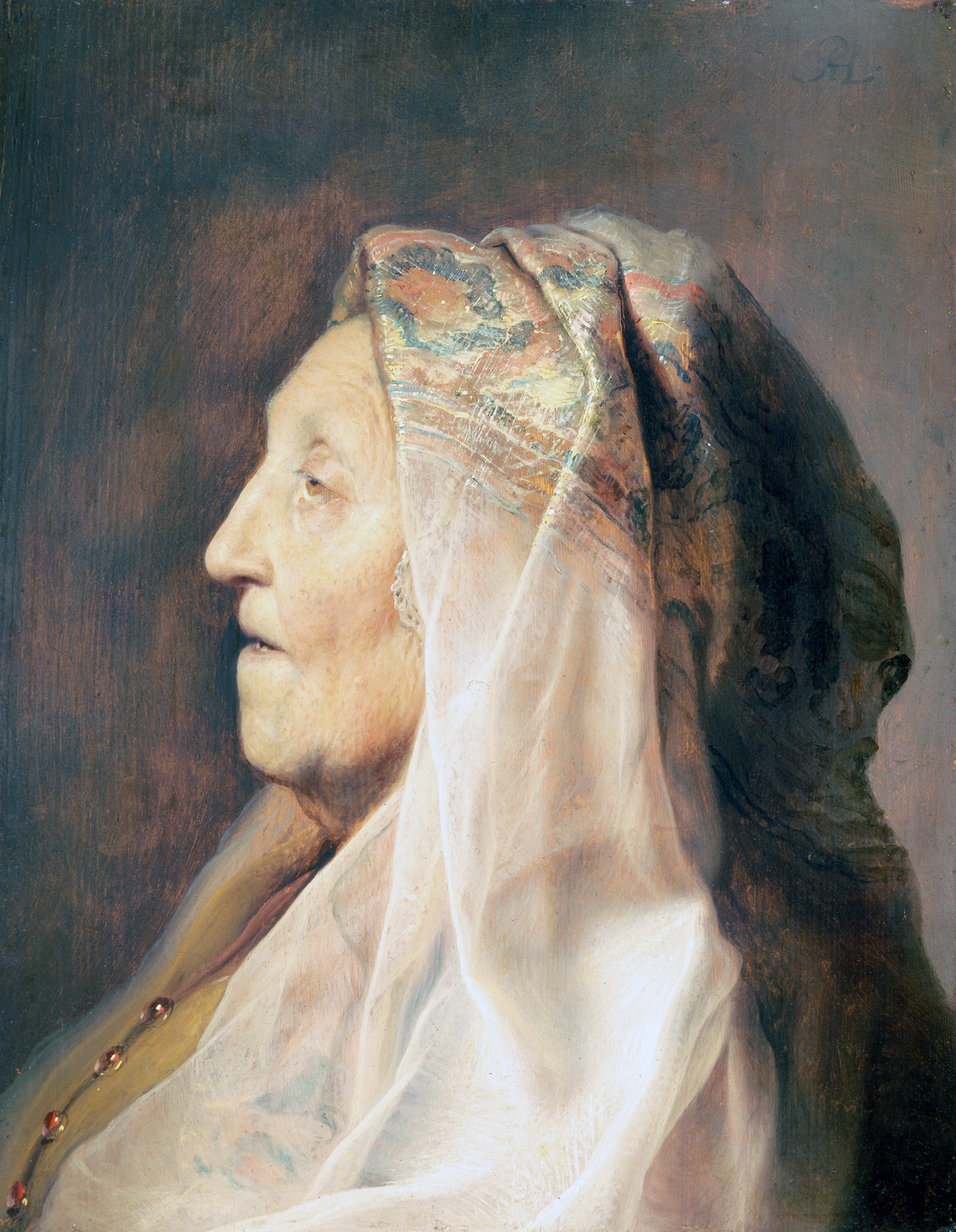
Profil einer alten Frau (Rembrandts Mutter)
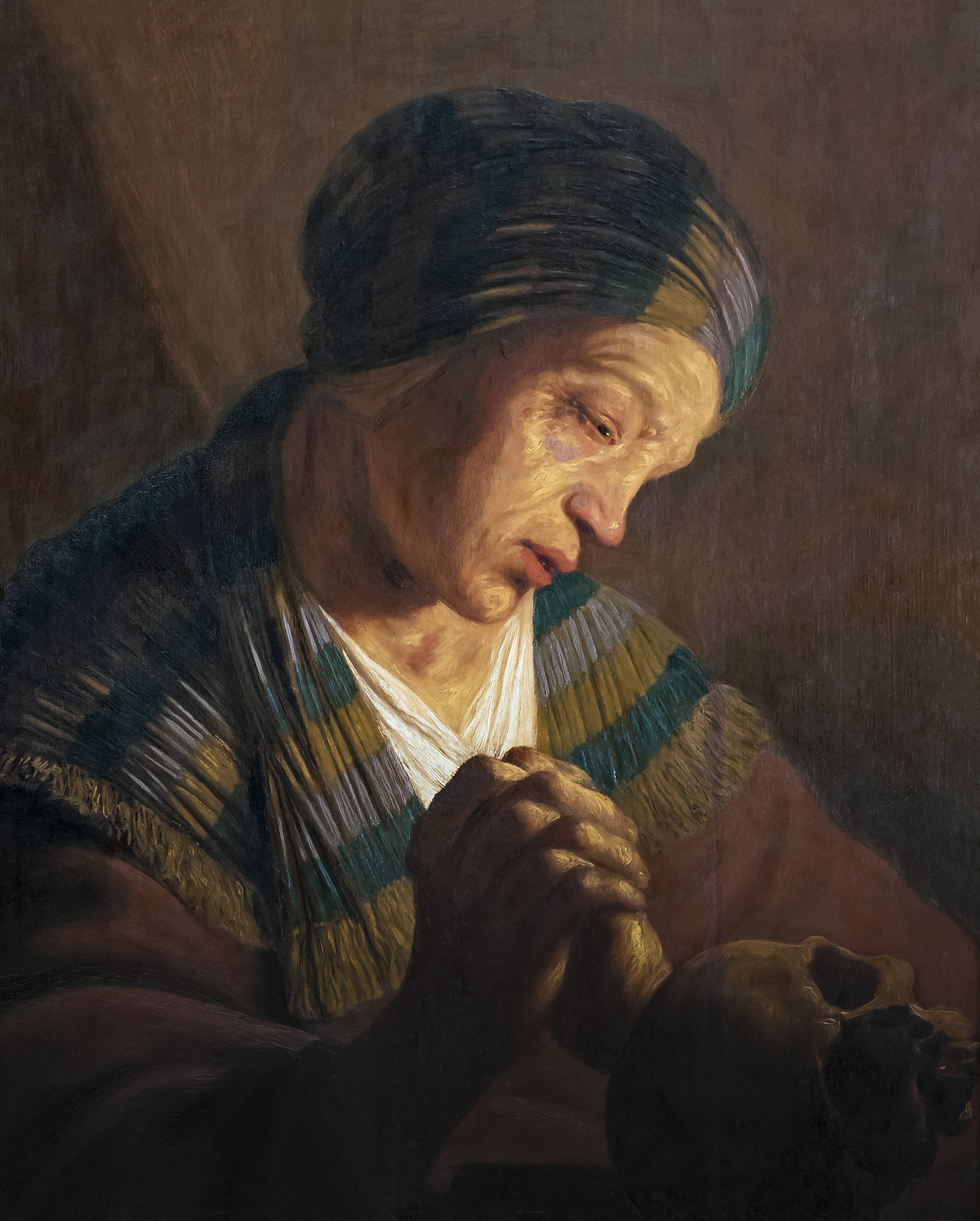
Maria Magdalena meditiert
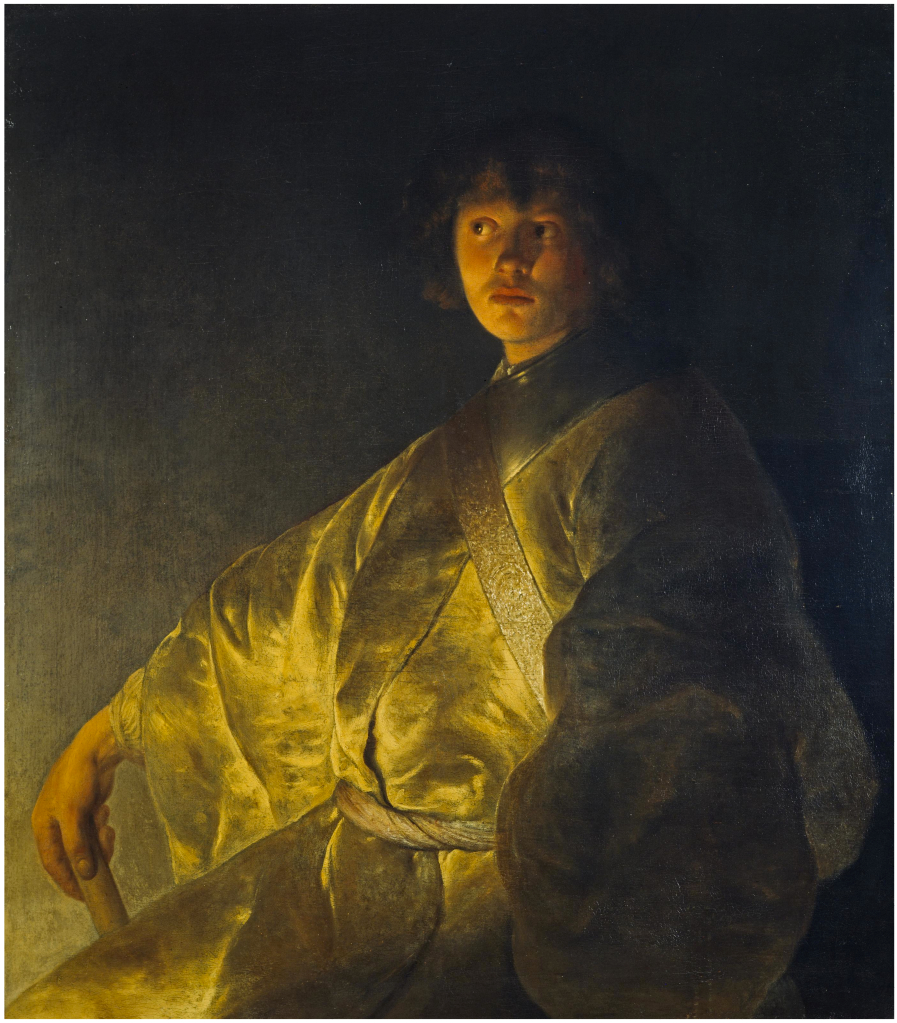
Junger Mann in gelber Robe, um 1631, Scottish National Gallery, Edinburgh
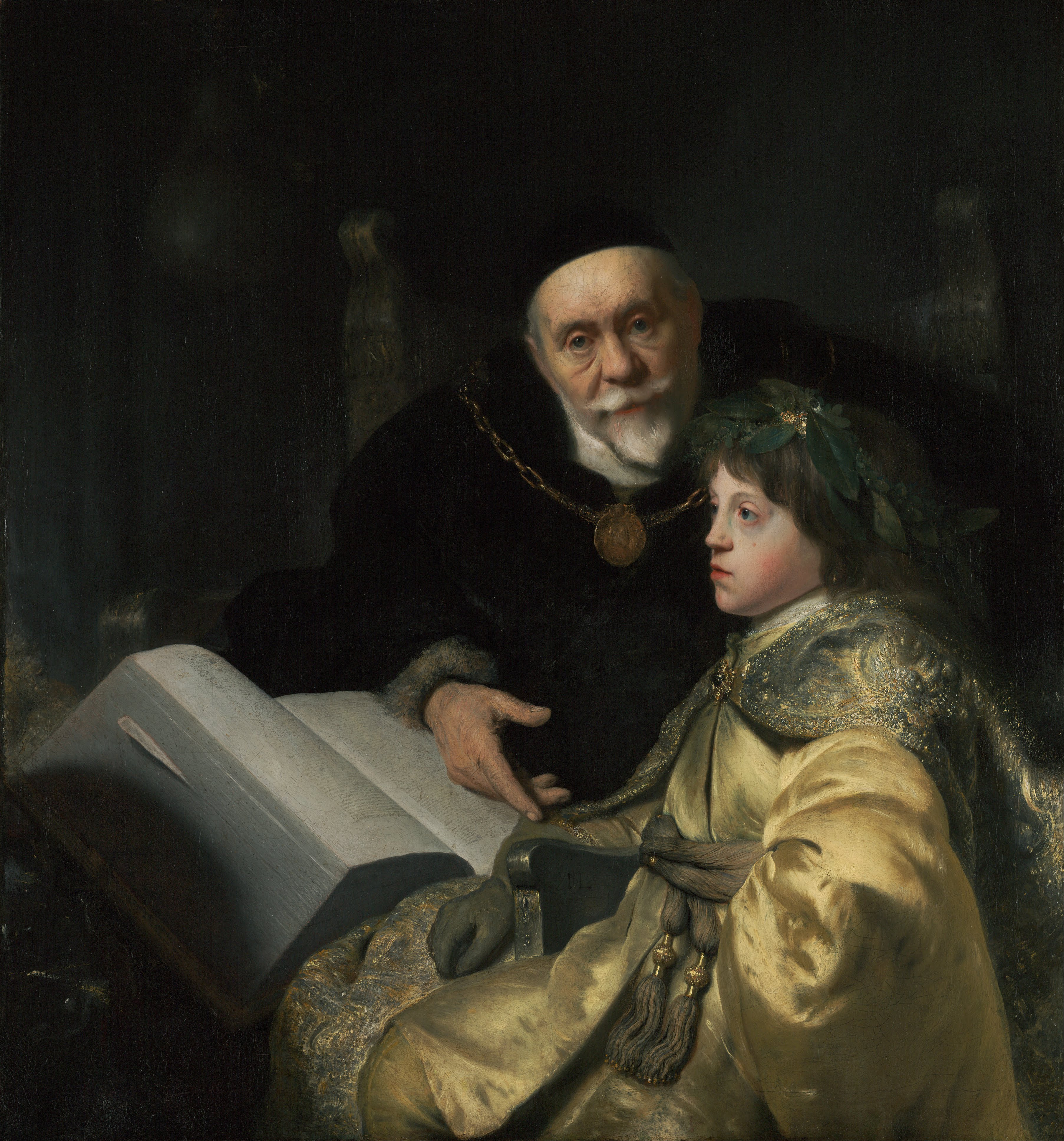
Der jugendliche Prinz Karl Ludwig mit seinem Tutor Volrad von Plesse, 1631
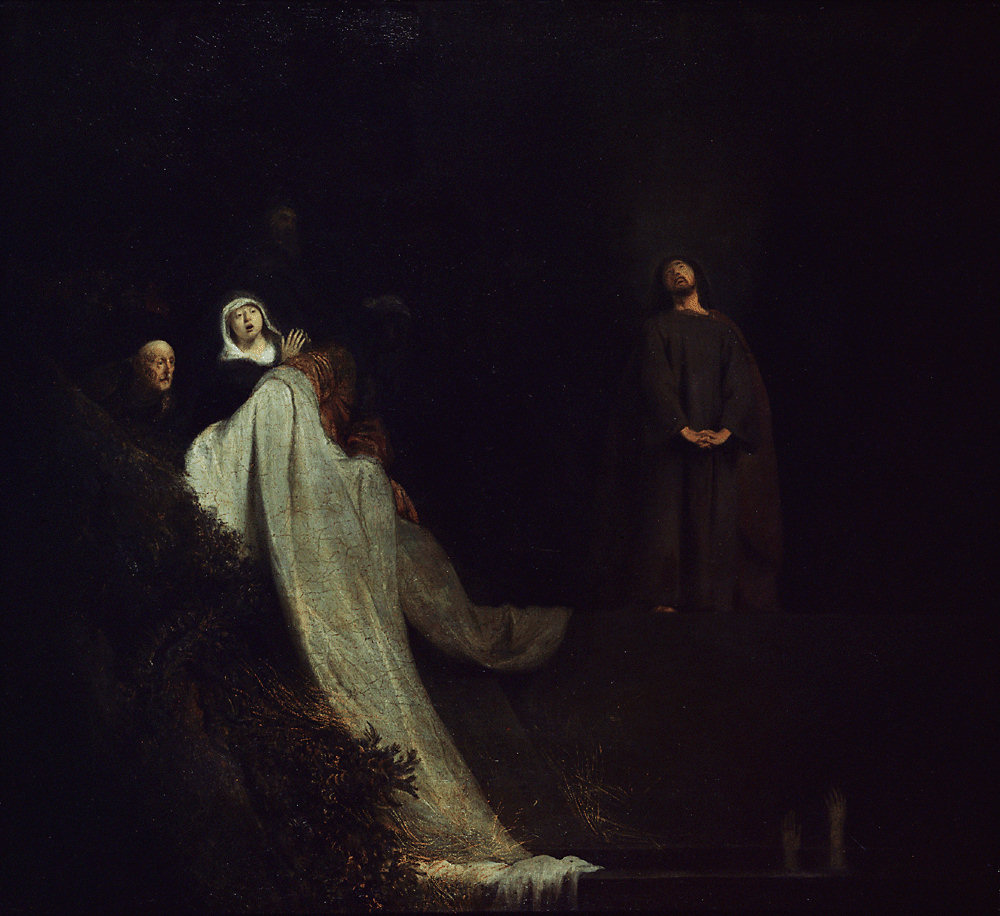
Die Auferweckung des Lazarus, Ölgemälde von 1631, Art Gallery and Museum, Brighton
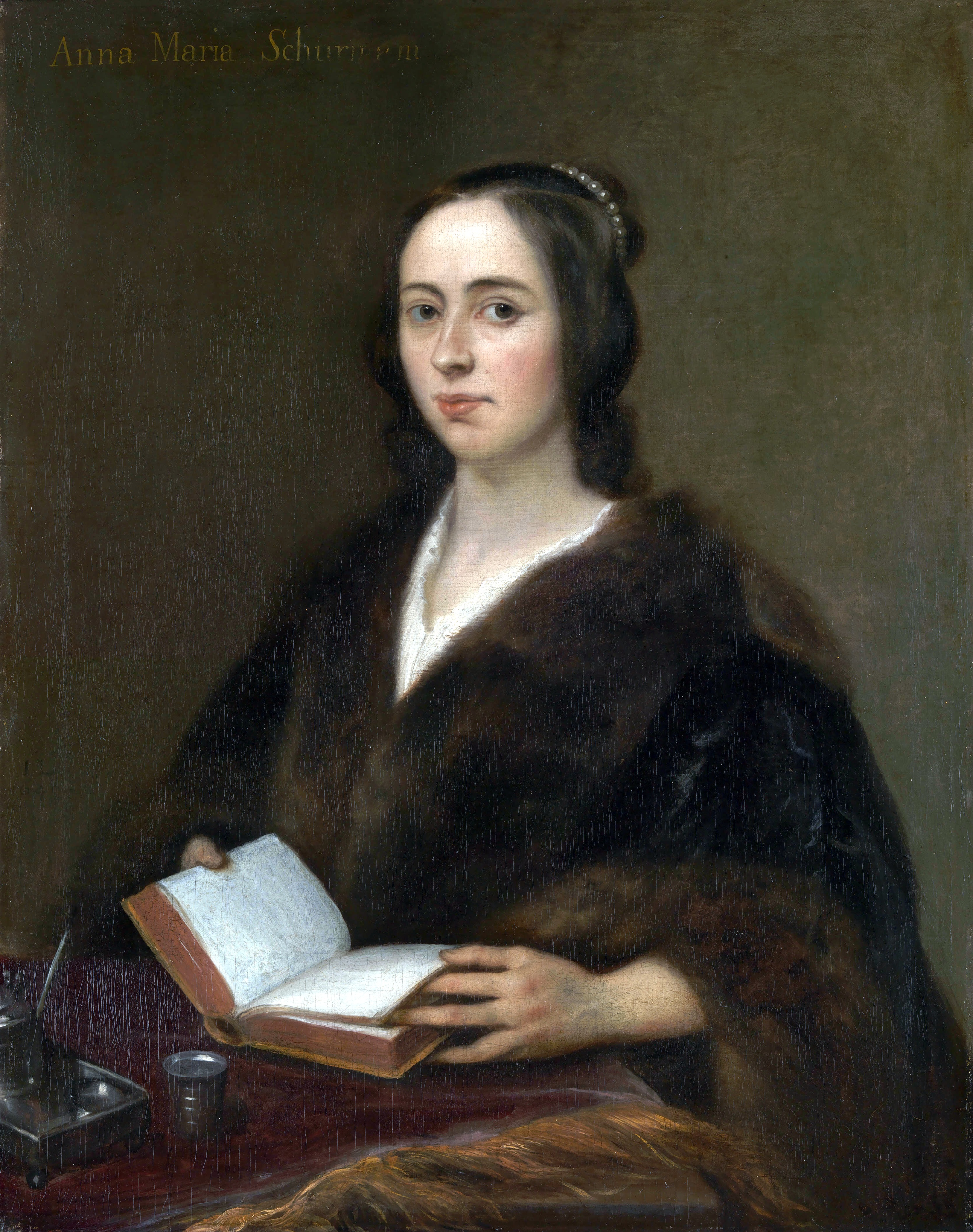
Universalgelehrte Anna Maria von Schürmann von 1649. National Gallery, London
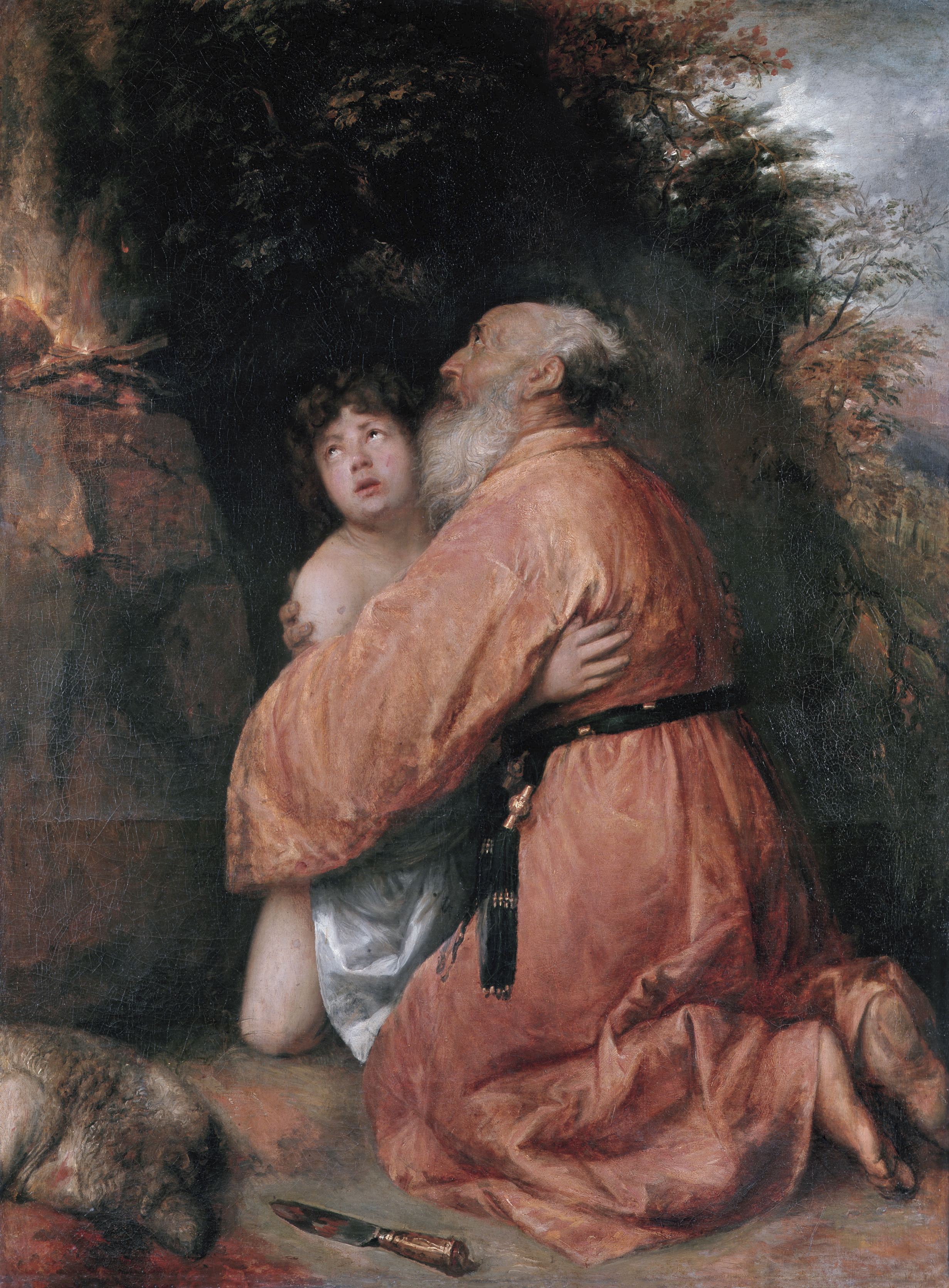
Das Opfer Abrahams. (Um 1638) Herzog Anton Ulrich-Museum